# Schlacht von Chungju
Die Schlacht von Chungju (jap. 忠州の戦い, Chūshū no tatakai oder 弾琴台の戦い, Dankindai no tatakai, „Schlacht von Tangeum-dae“) war eine Landschlacht im Rahmen des Imjin-Kriegs. Sie fand am 8. Juni 1592 (28. Tag im 4. Mondmonat nach dem chinesischen Lunisolarkalender) zwischen der Ersten japanischen Invasionsdivision unter Konishi Yukinaga und einer koreanischen Kavalleriestreitmacht in der Nähe der Stadt Chungju statt.

## Vorgeschichte
Am 14. April des Jahres 1592 wurde das Königreich Joseon von einer japanischen Invasionsstreitmacht unter dem Oberbefehl von Toyotomi Hideyoshi heimgesucht. Grund für diese Invasion war Hideyoshis Plan, das chinesische Ming-Reich zu erobern, wobei die koreanische Halbinsel als Landbrücke und Sprungbrett für den Angriff dienen sollte. Koreas König Seonjo hatte eine widerstandslose Akzeptanz der japanischen Präsenz in seinem Land verweigert, war jedoch zu der Ansicht gelangt, dass Hideyoshi keinen Angriff auf sein Reich unternehmen würde. Daher kam der japanische Angriff nicht vollkommen unerwartet, aber durch die mangelnden Vorbereitungen vonseiten Koreas gelang es den Japanern, in nur einem Anlauf die Hafenstadt Busan zu erobern und als Stützpunkt für ihre über See erfolgende Versorgung zu sichern.
Die japanische Armee teilte sich in drei Divisionen auf, die sich nordwärts in Richtung der Hauptstadt des Landes, Hanseong, bewegte. Der Widerstand der Chosun-Streitkräfte war aufgrund der umständlichen Militärbürokratie des Reiches und durch die Arkebusen, welche die Japaner als eine ihrer Hauptwaffen mit sich führten, generell ineffektiv: Oftmals zogen sich betroffene Befehlshaber weiter zurück, und diejenigen, die den Japanern ernsthaften Widerstand entgegenzubringen versuchten, wurden mit nur wenigen Verlusten auf der gegnerischen Seite besiegt. Die koreanischen Generäle Shin Rip und Yi Il, beides erfolgreiche Kavallerieoffiziere, wurden schließlich vom König beauftragt, den Feind aufzuhalten, bevor er die Hauptstadt erreichen konnte.

## Schlachtverlauf
Shin Rip, der den Oberbefehl über die für diese Schlacht abkommandierten Streitkräfte erhalten hatte, beabsichtigte, den Japanern unter Bedingungen zu begegnen, in welcher er die Vorteile seiner Kavalleriestreitmacht ausspielen konnte. Aus diesem Grund zog er sich in die Festung der Stadt Chungju zurück, deren Umgebung, welche von den Flüssen Hangang und Tangcheon eingegrenzt wurde, eine flache Ebene war, welches eigentlich ein vorteilhaftes Gelände für einen Reiterangriff geliefert hätte. Shin Rip beging jedoch mehrere taktische Fehlschlüsse:
- Aus Unkenntnis oder Selbstüberschätzung schloss er die Effektivität der japanischen Arkebusen nicht in seine Schlachtplanung mit ein;
- das von ihm gewählte Schlachtfeld war mit dichter Bodenvegetation bedeckt und dazu mit Reisfeldern bebaut, welche ein rasches Vorstoßen einer Reiterstreitmacht erheblich behinderten;
- eine strategisch wesentlich günstigere Position, den weiter südlich gelegenen Gebirgspass von Choryang, den die japanische Division auf dem Weg nach Hanseong passieren musste, ließ Shin als Schlachtfeld vollkommen außer Acht, da er seine Kavallerie den japanischen Fußtruppen anscheinend für weit überlegen hielt.

Um seine Männer dazu zu bewegen, das Schlachtfeld bis zum letzten Mann zu halten, entschloss sich Shin, seine Armee mit dem Rücken zu den Flüssen aufzustellen. Allerdings erwies sich diese Überlegung als eine Todesfalle. Angesichts des Musketenfeuers und der überlegenen Kampfkraft der japanischen Infanterie kam der koreanische Angriff rasch zum Stillstand, und ohne eine Rückzugsmöglichkeit für die Verteidiger wurde die Schlacht zum Massaker. Viele koreanische Soldaten kamen um, als sie sich in ihrer Verzweiflung in den Fluss warfen, um ihren Feinden zu entkommen. Shin Rip selbst verübte Selbstmord; einigen Berichten zufolge, indem er sich selbst in den Fluss stürzte und wegen seiner schweren Rüstung in den Fluten ertrank.

## Folgen
Als die Nachricht von dieser katastrophalen Niederlage den Königshof erreichte, floh König Seonjo mit seiner Familie und dem Hofstaat nach  Pjöngjang. Diese Aktion jedoch führte dazu, dass die Anerkennung des Volkes an ihren König, der sie in solch einer Krise im Stich ließ, schnell ins Bodenlose sank. Der königliche Palast und diverse Amtsgebäude in Hanseong wurden daraufhin von der erbosten Bevölkerung verwüstet. Die japanischen Divisionen eroberten nur einige Tage später eine verlassene und führerlose Hauptstadt.